# Cinclodes patagonicus
Cinclodes patagonicus là một loài chim trong họ Furnariidae.